# Округ Фримонт (Колорадо)
Фримонт (енгл. Fremont County) је округ у америчкој савезној држави Колорадо. По попису из 2010. године број становника је 46.824. Седиште округа је град Канјон Сити.

## Демографија
Према попису становништва из 2010. у округу је живело 46.824 становника, што је 679 (1,5%) становника више него 2000. године.
| Група             | 2000.          | 2010.          |
| Белци             | 37.408 (81,1%) | 37.647 (80,4%) |
| Афроамериканци    | 2.464 (5,3%)   | 1.843 (3,9%)   |
| Азијати           | 232 (0,5%)     | 282 (0,6%)     |
| Хиспаноамериканци | 4.776 (10,3%)  | 5.770 (12,3%)  |
| Укупно            | 46.145         | 46.824         |